# أندرو موراي (عالم)
أندرو موراي (بالإنجليزية: Andrew Murray) (و. 1812 – 1878 م) هو عالم نبات، وعالم حيواني، ومحامي، وعالم حشرات من المملكة المتحدة لبريطانيا العظمى وأيرلندا، ولد في إدنبرة، كان عضوًا في الجمعية الملكية، والجمعية الملكية لإدنبرة، توفي عن عمر يناهز 66 عاماً.

## جوائز
حصل على جوائز منها:
- زمالة الجمعية الملكية لإدنبرة
- زمالة الجمعية اللينيانية اللندنية ‏.